# シカゴ・グレート・ウェスタン鉄道

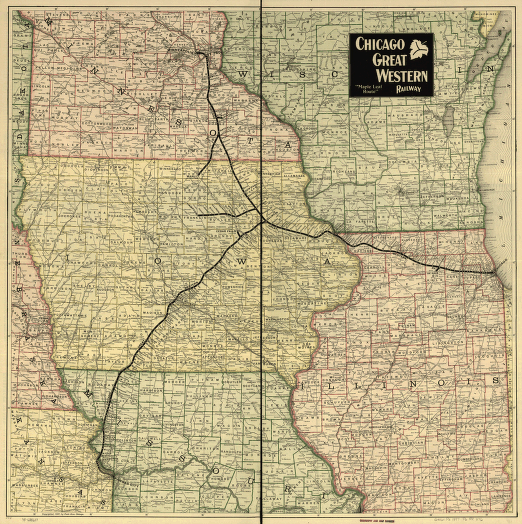
1897年ころのCGW路線図。

シカゴ・グレート・ウェスタン鉄道（-てつどう、Chicago Great Western Railway、略称CGW）は、かつてアメリカ合衆国に存在した一級鉄道である。 シカゴ、ミネアポリス、オマハ、カンザスシティを結んでいた。報告記号はCGW。

## 概要
CGWは1885年にアルフィアス・ビード・スティックニー（Alpheus Beede Stickney）によって設立された。当初はミネソタ州セントポールとアイオワ州とを結ぶ地域鉄道として開業し、名称もミネソタ・アンド・ノースウェスタン鉄道であった。
その後、他社との合併や新線建設があったため、1892年にシカゴ・グレート・ウェスタン鉄道と改称。すぐに複数の州に営業路線を延ばす鉄道となった。最後の一級鉄道として建設されたために、もっと古くから存在する他の一級鉄道と競合関係に入り、それゆえにサービスの革新と効率化が求められた。
CGWは アメリカ中西部で営業していたためにコーン・ベルト・ルートと通称された。また、CGWの会社名ロゴがアメリカたばこのラッキーストライクのデザインに似ているためにラッキー・ストライク・ロードとも通称された。
1968年、CGWはシカゴ・アンド・ノース・ウェスタン鉄道（CNW）と合併した。その際、CGWの持つ線路使用権のほとんどが廃止された。

## 歴史

### スティックニーの時代
アルフィアス・ビード・スティックニーは、法律家から鉄道事業家に転身した経営者である。彼が設立した鉄道は複数ある。
1854年、ミネソタ準州議会はミネソタ・アンド・ノースウェスタン鉄道（M&NW）の設立特許を与えた。この鉄道はスペリオル湖とミネアポリス、アイオワ州ダビュークを結ぶものであった。しかしながら、その特許はスティックニーや他の投資家が1883年にその特許を購入するまで休眠状態であった。スティックニーらは特許を得るとすぐに工事を開始し、1886年までにはセントポールとダビュークとの間の鉄道建設が完了した。
1888年までに、M&NW は名称をシカゴ・セント・ポール・アンド・カンザス・シティ鉄道（CSｔP&KC）に変更するとともに、イリノイ州を通りフォレスト・パーク（Forest Park, Illinois）までの路線を開通させた。ミシシッピ川渡河地点のみイリノイ・セントラル鉄道に線路使用権を得た。フォレスト・パークでは、ボルチモア・アンド・オハイオ・シカゴ・ターミナル鉄道の元となった鉄道と接続し、シカゴの中央駅（Grand Central Station）まで9マイル（14キロメートル）の距離となった。
この新線建設にあたり、ガリーナ南部にイリノイ州最長のトンネル、ウィンストントンネル（Winston Tunnel）を穿った。このトンネルの長さ2493フィート（760メートル）であった。
合併と新線建設の間に、CStP&KCは1891年までにシカゴとセント・ポール間の幹線上にあるエルウェイン（Oelwein, Iowa）とミズーリ州カンザスシティとを結ぶ路線を開通。1903年までにはエルウェインとネブラスカ州オマハ間を開通した。これによりエルウェインは鉄道のハブとなり、機関車の修理工場も設けられた。これらの大規模な設備はウォルター・クライスラーの関心を引いたと言われ、1904年から1910年にかけてクライスラーは工場のスーパーバイザーを務めた。
同鉄道はアイオワ州、ミネソタ州、イリノイ州内に支線を多く張り巡らせた。さらに北はダルース、西はスーシティまたはコロラド州デンバー、南はメキシコまでの延伸を計画していたが、それは実現しなかった。

### フェルトンの時代
CStP&KCは1893年恐慌を生き抜くためにシカゴ・グレート・ウェスタン鉄道（CGW）となった。経営トップの立場にあったスティックニーは、既存のターミナル間を結ぶ交通機関として同鉄道が競争力をつけることができたことに対して名声を得た。
しかしながら、1907年恐慌においてCGWは倒産。CGWはジョン・モルガンとつながりのある投資家に売却された。この流れによって1909年にスティックニーは解任され、代わりにサミュエル・モース・フェルトン・ジュニア（Samuel Morse Felton, Jr.）がトップの座についた。
フェルトンは、CGWが意欲的で持続的な、革新と近代化の努力を行わない限り熾烈な競争で生き残ることができないことを認識しており、新たな線路を敷き、マレー式機関車を含む新型の機関車を導入し、かつてないほどの長大な貨物列車を運行した。小規模の旅客輸送には、蒸気機関車が牽引する列車に代えてガソリンエンジンで駆動する気動車を導入した。これらの施策により、経営は向上した。

## ジョイスの時代
1929年、フェルトンは健康を理由に役職を退いた。そのころ、 パトリック・H・ジョイス（Patrick H. Joyce）と親しい投資家たちがCGWの経営を握れるだけの株をモルガンから購入し、ジョイスを管理者に据えた。
同年、世界恐慌が投資家たちを襲った。ジョイスやその友人たちはバン・スウェリンゲン兄弟（Van Sweringen brothers）とともにCGWの株価の維持工作を計った。しかし、1935年、耐えきれずにCGWは再び倒産。再建されたのは1941年であった。
CGWは経営の方向を誤りはしたが、ジョイスは近代化と革新を継続した。沿線人口の希薄な路線では利益を生じ得ないために旅客サービスを削り、支線を廃止する一方で、幹線は改良し、大型機関車を引き続き導入した。このころは車軸配置2-10-4のテキサス・タイプが100両を超える長大な列車を牽引していた。なかでももっとも革新的だったのはピギーバック輸送を開始したことである。 1936年、数百台のトレーラーを長物車に積載した。今日のインターモーダル輸送の嚆矢である。
CGWはまた、早くから動力のディーゼル化を提唱していた。初めて導入した電気式ディーゼル機関車はウェスティングハウス製の800馬力（600キロワット）のものであった。1934年でのことである。その後、1950年にかけて、完全にディーゼル化を完了した。

### デラムスの時代
1929年より、のちのカンザス・シティ・サザン鉄道（KCS）の社長、ウィリアム・N・デラムス・ジュニアを中心とするグループがCGWの経営権を握るべく株の購入を開始した。1949年までにこのグループはデラムスの息子、ウィリアム・N・デラムス3世を経営者に据えた。
彼は前任者よりさらに積極的に近代化とコスト削減に取り組み、やがてはそれがCGWの企業風土となった。デラムス3世のもとで、旅客輸送は廃止され、鉄道のオフィスはシカゴからエルウィンに統合された。貨物列車は以前にも増して長編成となり、牽引する機関車はGM-EMDのFシリーズを5両以上も連ねたものであった。こうした輸送形態は到達速度は遅くなったが、効率は上がった。
1946年、CGWに初めて他の鉄道との統合話が持ち上がった。このときはシカゴ・アンド・イースタン・イリノイ鉄道とミズーリ・カンザス・テキサス鉄道（MKT）との合併であった。投資家たちが躊躇したためにCGWは独立を貫いたが、アメリカの鉄道を取り巻く環境が非常に大きく変化した1950年代でさえ繁栄を謳歌することができた。1950年代のアメリカでは、各鉄道が合従連衡し、輸送パターンを変え、CGWや同規模の鉄道が存続するためには経済的に微妙になってきた。
1957年、デラムス3世は経営を退き、MKTの社長となった。1950年代の鉄道の合併合戦は転換期にあった。

### 合併に向かって
デラムス3世に次いで、エドワード・T・レイディが社長となった。革新の継続は企業に利益をもたらした。EMDのGP30やSD40といったはCGW史上最大の出力を誇る第二世代のディーゼル機関車は、機関車単体というよりも一つのシステムの一部であった。エルウィン工場は旧式のFシリーズの修理と保守に追われていた。他の鉄道がそうした車両を新型機関車で置き換えてから後も長い間、そうした状態であった。また、エルウィン工場は、アルコ、ボールドウィン、EMDといったメーカーのスイッチャーの保守にも忙殺された。
旅客列車は、セントポールとオマハとを結ぶものが2本しかない状態にまで減らされていたが、これも1962年に廃止された。支線は廃止され、従業員の賃金はカットされた。こうして、CGWは合併の手を差し伸ばしてもらうにかろうじて値する経営状態となっていた。
1963年、スー・ライン鉄道（SOO）との合併が破談になった。そのことが、鉄道会社同士の大規模な合併が進む時流の中でCGWは生き残れないのではないかというCGWの取締役会の不安に駆った。レイディはシカゴの州際通商委員会（ICC）の前で「単純な事実として、CGWが結んでいる主要都市間に、競合する鉄道が多すぎる。そのような状況では、CGWはそう長く独立を保っていられないだろう」と主張した。
その後、CGWはシカゴ・アンド・ノース・ウェスタン鉄道（C&NW）に合併される目処がついた。まず最初に打診したのは1964年。以後4年間、他の鉄道と対立しつつも1968年7月1日、CGWはC&NWと正式に合併した。
C&NWはエルウィン工場の設備を保守し、1993年まで使い続けた。合併した1968年より20年が経過する間に、多くの線路通行権は廃止された。

## 現存するCGWの施設

### 営業路線

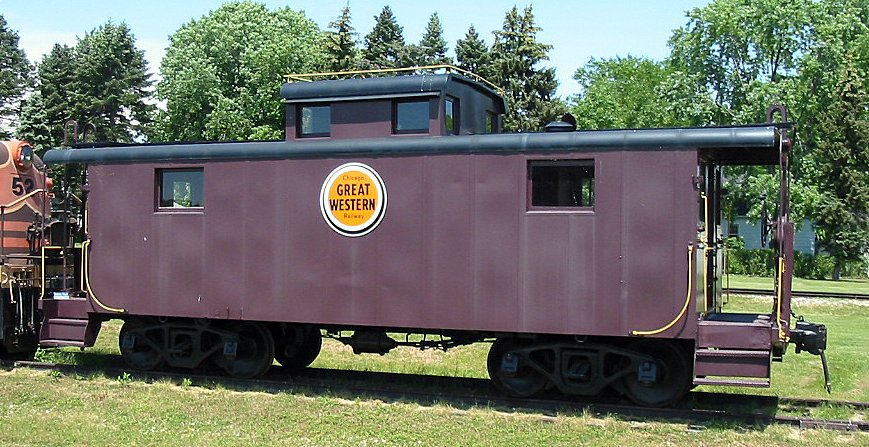
CGW 622 カブース。1946年製。ウィスコンシン州 グリーンベイの国立鉄道博物館にて。

CGWがC&NWに併合されてから40年以上が経過し、その路線は漸次廃止されてきたが、いくつかの路線や設備は現在もなお営業に供されている。
ミネソタ州では、ノースフィールドからキャノン・フォールズに伸びていたCGWの支線が、現在はユニオン・パシフィック鉄道（UP）の所有となり、プログレッシブ鉄道（PGR）が運営している。また、CGWの幹線であったローズマウントのフリント・ヒルズ精製所とセントポールのダウンタウンを結んでいた区間はUPの営業路線の一部に組み込まれている。
イリノイ州では、幹線がセント・チャールスを抜ける部分は、木材集積所を含むいくつかの運輸業者を束ねてUPが指揮を執って運営している。またバイロンではごく短い路線が車両の保管に使用され、ロック川にかかる橋はバイロン原子力発電所への輸送に使用されている。

### 廃線跡と遺構
CGWが線路通行権を持っていた線路の大部分は廃線となり、レイル・トレイルと呼ばれる道となっている。例として以下のものがある。
- グレート・ウェスタン・トレイル - ビア・パークからシカモア間
- キャノン・バレー・トレイル - レッド・ウイングからキャノン・フォールズ間
- サカター・シンギング・ヒルズ・ステート・トレイル - フェリボウからマンケイト間
- ヘリテイジ・トレイル – ドュビュークからダイアースビル

などがある。また、キャノン・フォールズとフェリボウ間のルートはノースフィールドのミル・タウンズ・トレイルというグループの計画により、2010年にはトレイル化される予定である。
また、廃線跡にはCGWの駅が現存しているものがある。あるものは鉄道とは無関係な新たな所有者のために改装され、あるものは以前の外観に復元されている。イリノイ州エルムハーストにある駅も現存している。

### 車両
CGWの機関車は、少数の車両が現在も使用されている。2両のEMDのF7B、3両のSD40もある。しかしすべての機関車は塗り替えられ、全国に散らばって配置されてから久しい。
CGWの116-A、即ちFP7-Aは外観も美しくレストアされて塗り直され、かつての鉄道のハブであったエルウィンで保管されている。注意深い鉄道ファンは、古いホッパー車やタンク車がいまだにCGWの塗装をまとっていることを知っている。こうした状態での保存車両は非常に稀な事例である。

### 非公式サイト
- the Unofficial Chicago Great Western page
- the Unofficial Chicago Great Western site - ウェイバックマシン（1999年1月16日アーカイブ分）